# Cornus glabrata
Cornus glabrata là một loài thực vật có hoa trong họ Cornaceae. Loài này được Benth. miêu tả khoa học đầu tiên năm 1844.